# De verzoeking van den H. Antonius. Naar Gustave Flaubert. Fragmenten

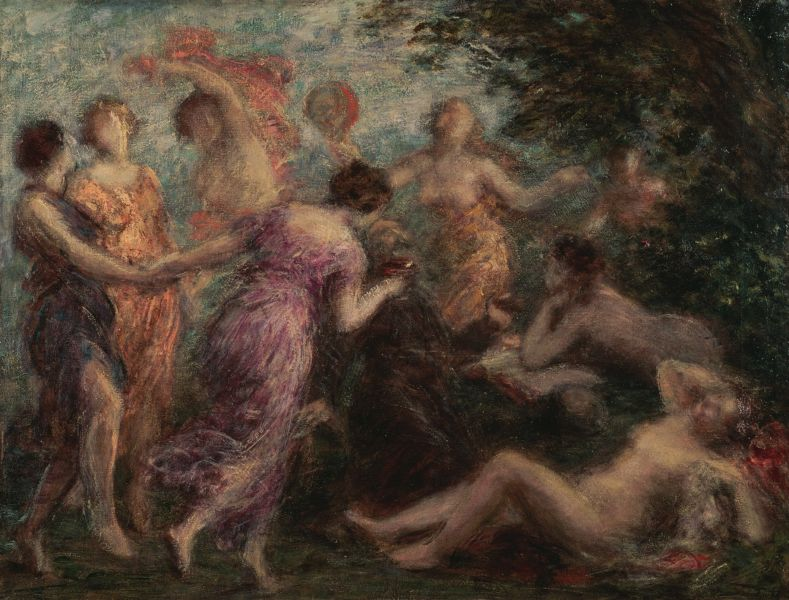
De verzoeking van Sint Antonius, geschilderd door Henri Fantin-Latour.

De verzoeking van den H. Antonius. Naar Gustave Flaubert. Fragmenten is een vertaling door Louis Couperus van fragmenten uit het werk La tentation de Saint Antoine uit 1874 van de Franse schrijver Gustave Flaubert. Flauberts werk was zelf een optekening van de legende  over de verzoekingen van de heilige Antonius van Egypte.

## Geschiedenis
In oktober 1894 schreef Couperus aan zijn uitgever L.J. Veen dat hij was begonnen aan de vertaling van 'Antoine' van Flaubert. In oktober 1895 waren fragmenten daaruit vertaald. In september 1896 verscheen het boek met die vertaling. Er verscheen slechts een druk tijdens het leven van Couperus. Wel nam uitgever Veen het werk op in de serie Werken van Couperus (1905).
Een handschrift is niet overgeleverd en het werd niet voorgepubliceerd.
De vertaling is gebaseerd op de oorspronkelijke Franse uitgave van Flaubert uit 1874. Het betreft een roman gebaseerd op het kluizenaarsleven van de heilige Antonius van Egypte (251-356).

## Couperus en Flaubert
De invloed van Flaubert heeft Couperus ook later beziggehouden.
In 1901 werkte Couperus aan een met "De verzoeking van den H. Antonius. Naar Gustave Flaubert. Fragmenten" vergelijkbaar werk dat Imperia moest gaan heten. Dat werd door Frédéric Bastet met "De verzoeking van den H. Antonius. Naar Gustave Flaubert. Fragmenten" vergeleken. Bastet noemt de invloed van Flauberts "La tentation de Saint Antoine" op dat onvoltooid gebleven werk "onmiskenbaar". Wat van Imperia werd voltooid verscheen in 1904 in afleveringen in het tijdschrift Groot Nederland.

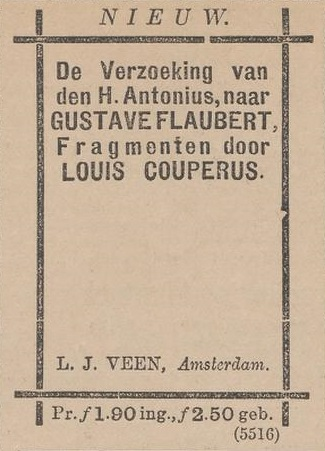
Advertentie in "Het Nieuws van de Dag: kleine courant", 1896 door L.J. Veen